# Pararondibilis macularia
Pararondibilis macularia är en skalbaggsart som beskrevs av Holzschuh 2003. Pararondibilis macularia ingår i släktet Pararondibilis och familjen långhorningar. Inga underarter finns listade i Catalogue of Life.